# Aleurotrachelus joholensis
Aleurotrachelus joholensis es una especie de insecto hemíptero de la familia Aleyrodidae y la subfamilia Aleyrodinae. Se distribuyen por Asia oriental.
Aleurotrachelus joholensis fue descrita científicamente por primera vez por Corbett en 1935.